# دره امین
دره امین (به قزاقی: Emin Valley) یک دره در قزاقستان است.